# Mompha sympatrica
Mompha sympatrica é uma espécie de mariposa do gênero Mompha pertencente à família Coleophoridae.